# Denée (België)
Denée (Waals: Dinêye) is een plaats en deelgemeente van de Belgische gemeente Anhée. Denée ligt in de Waalse provincie Namen en was tot 1 januari 1977 een zelfstandige gemeente.

## Demografische ontwikkeling
- Bronnen:NIS, Opm:1831 tot en met 1970=volkstellingen, 1976= inwoneraantal op 31 december

Deelgemeenten: Anhée · Annevoie-Rouillon · Bioul · Denée · Haut-le-Wastia · Sosoye · Warnant

Overige dorpen en gehuchten: Maredret · Maredsous · Salet

Belgische gemeenten · arrondissement Dinant · provincie Namen · Wallonië